# Zsuzsanna Kéziné
Zsuzsanna Kéziné, född den 14 maj 1945 i Bakonybánk, Ungern, död 18 maj 2021 i Tata, var en ungersk handbollsspelare.
Hon tog OS-brons i damernas turnering i samband med de olympiska handbollstävlingarna 1976 i Montréal.